# Isaac De Meyer

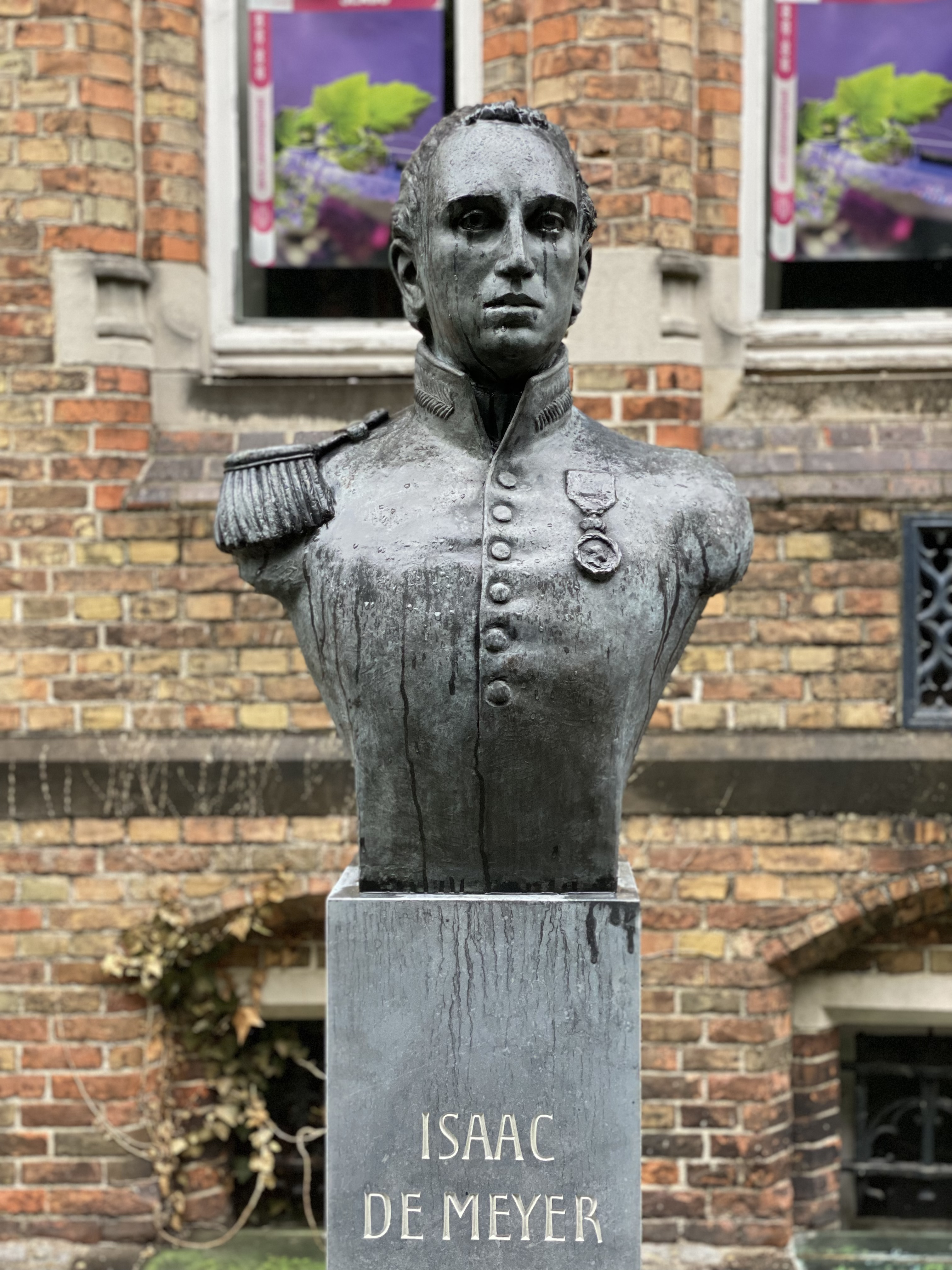
Buste van Isaac De Meyer in Oud Sint-Jan te Brugge

Isaac-Joseph De Meyer (Merendree, 24 augustus 1788 - Brugge, 29 mei 1861) was een Belgisch chirurgijn en napoleonist.

## Levensloop

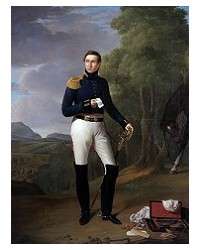
Portret van Dokter Isaac De Meyer door Joseph Ducq, 1822

Isaac behaalde in 1806 het brevet van chirurgijn te Brugge. In 1808 werd hij uitgeloot en nam als chirurg en karabinier deel aan de veldslagen van Landshut, Eckmühl, Regensburg, Ebersberg, Essling, Wagram en Waterloo. Hij verwierf voor zichzelf de naam van een goed chirurgijn, die onder meer zeer snel kon amputeren, wat onvermijdelijk zonder anesthesie gebeurde. Hij was fier over zijn rol tijdens deze veldslagen en liet de naam ervan op zijn grafmonument beitelen.
De Meyer had vooral belangstelling voor de verloskunde.
Hij behaalde in 1814 het diploma Docteur en Chirurgie de la Faculté de Paris. Ten tijde van het Verenigd Koninkrijk der Nederlanden vestigde hij zich als arts in Brugge, waar hij voorzitter was van de Commission Médicale Provincial en ondervoorzitter van de Académie Royale de Médecine. Hij was eveneens auteur van vele medisch-historische publicaties. De Meyer was een verzamelaar van oude boeken en manuscripten. Onder andere had hij een exemplaar van de Trotula.
Zijn zoon Désiré De Meyer was eveneens dokter in Brugge. Deze schonk de boekenverzameling van zijn vader aan de Stad Brugge. Beide De Meyers liggen begraven op de Stedelijke Begraafplaats van Brugge (Assebroek).

## Galerij

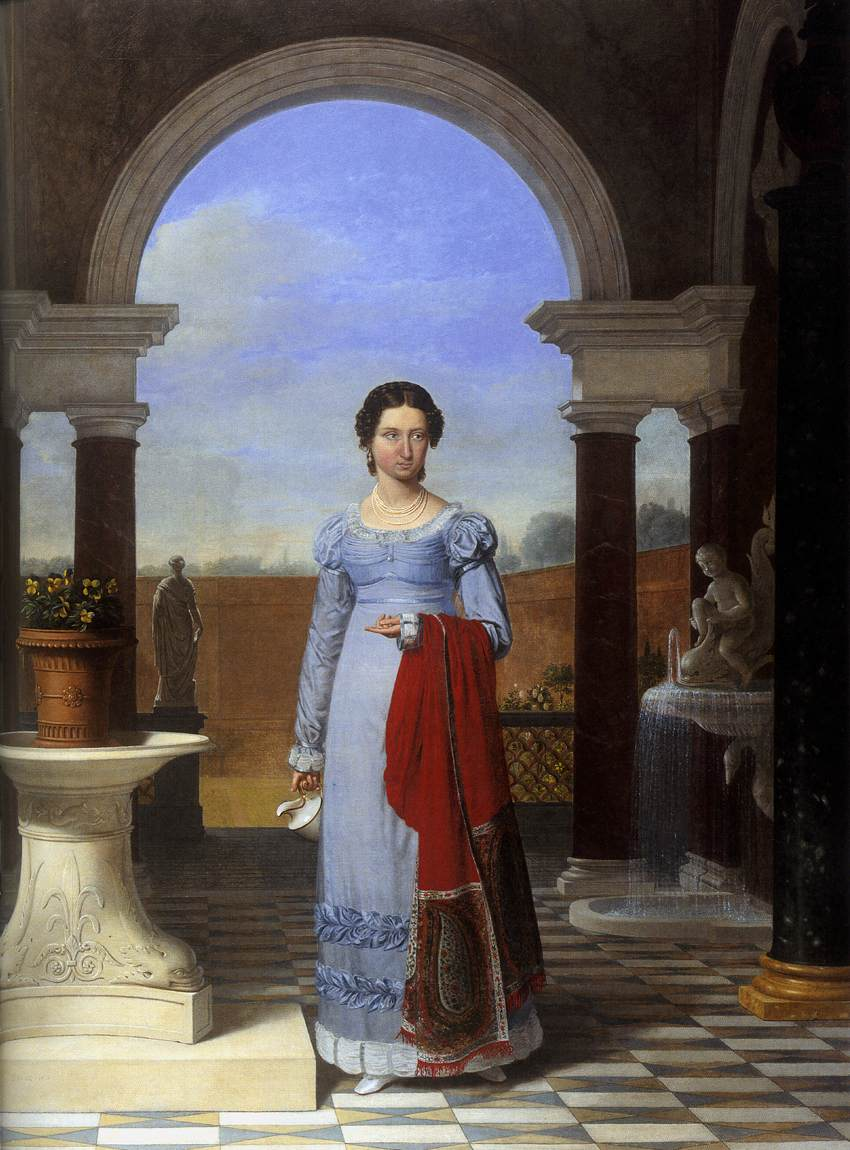
Portret van Colette Versavel, echtgenote van Isaac De Meyer door Joseph-François Ducq
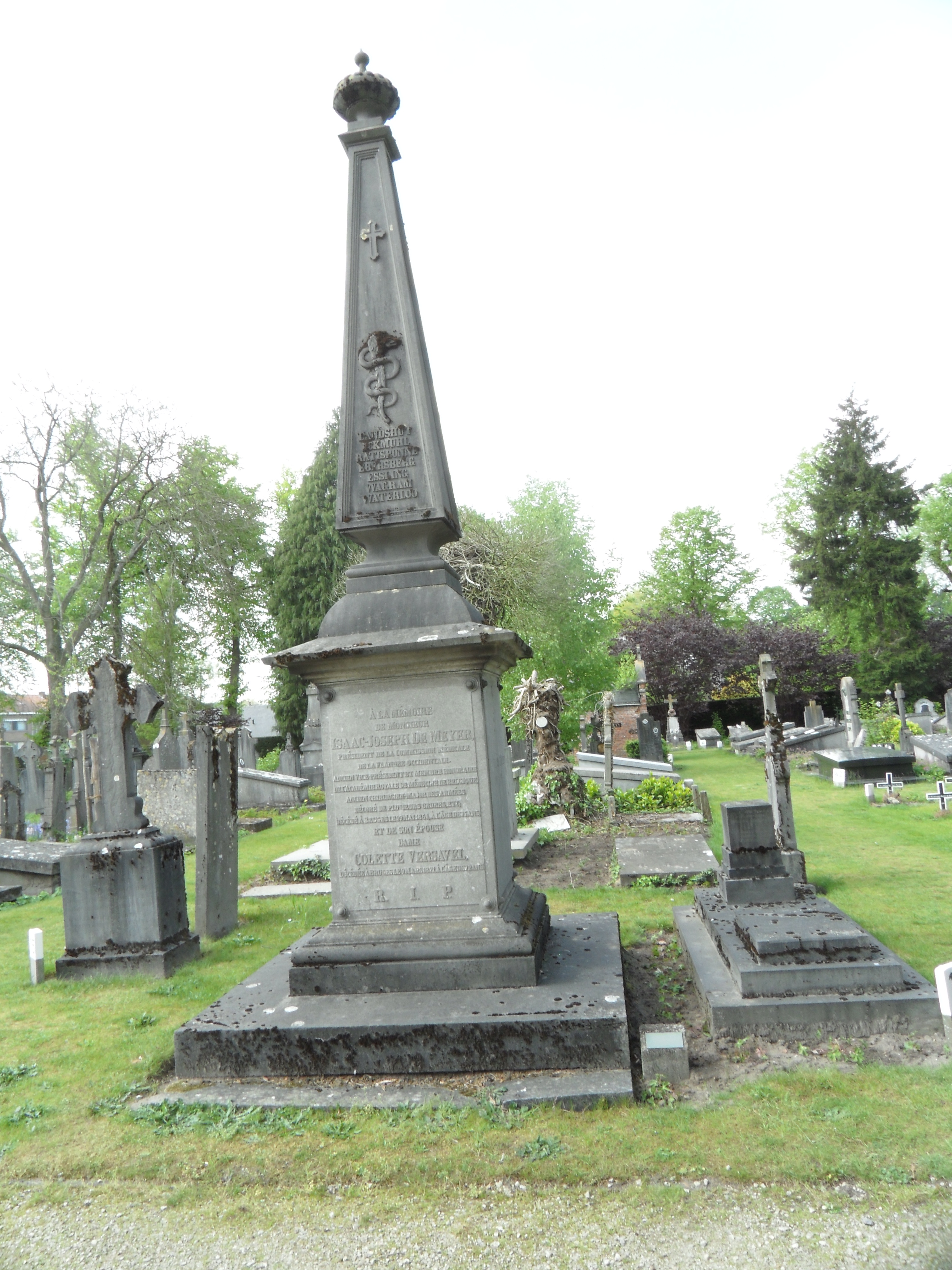
Grafmonument Isaac De Meyer op het Brugs kerkhof.

## Publicaties
- Notice historique sur la Société Médico-Chirurgicale de Bruges, Brugge, 1841.
- Grondbeginselen der vroedkunde ten gebruike myner leerlingen, Brugge, 1841.
- Notice sur Thomas Montanus (Van den Berghe), 1841.
- Esquisses biographiques des praticiens distingués de la ville et du Franc de Bruges, depuis 1400 jusqu'à nos jours, Brugge, 1842.
- Recherces historiques sur la pratique de l'art des Accouchements à Bruges, depuis le XIVème siècle jusqu'à nos jours , Brugge, 1842.
- Origine des apothicaires de Bruges, 1842, heruitgave 1998.
- Note concernant les règlements sur l'art de guérir au XVIIme siècle, Brugge, 1844.
- Notice biographique sur François Rapaert et ses descendants, médecins pensionnés de la ville de Bruges, Brugge, 1844.
- Notice sur Corneille van Baersdorp, médecin de l'empereur Charles-Quint, Brugge, 1845.
- Notice sur Pierre Lanbiot, chirurgien pensionnaire de l'hôpital de la ville et du Franc de Bruges, Brugge, 1846.
- Analectes médicaux ou recueil de faits qui ont rapports à l'art de guérir et qui se sont passés dans le ressort de la ville et du Franc de Bruges"., 2 volumes, Brugge, 1851, heruitgave 1964.
- Notice sur Jean-François van Dorpe, médecin mort à Courtrai en 1803, Brugge, 1852.
- Jaerboek der Koninklijke Gilde van Sint-Sebastiaen te Brugge, Brugge, 1859.